# Kildeer
Kildeer es una villa ubicada en el condado de Lake en el estado estadounidense de Illinois. En el Censo de 2010 tenía una población de 3968 habitantes y una densidad poblacional de 333,71 personas por km².

## Geografía
Kildeer se encuentra ubicada en las coordenadas 42°11′22″N 88°2′55″O / 42.18944, -88.04861. Según la Oficina del Censo de los Estados Unidos, Kildeer tiene una superficie total de 11.89 km², de la cual 11.34 km² corresponden a tierra firme y (4.64%) 0.55 km² es agua.

## Demografía
Según el censo de 2010, había 3968 personas residiendo en Kildeer. La densidad de población era de 333,71 hab./km². De los 3968 habitantes, Kildeer estaba compuesto por el 85.43% blancos, el 0.88% eran afroamericanos, el 0% eran amerindios, el 11.11% eran asiáticos, el 0.05% eran isleños del Pacífico, el 0.83% eran de otras razas y el 1.69% pertenecían a dos o más razas. Del total de la población el 3.2% eran hispanos o latinos de cualquier raza.